# Castellonet de la Conquesta
Castellonet de la Conquesta település Spanyolországban, Valencia tartományban. Castellonet de la Conquesta Almiserà, Alfauir, Ador, Villalonga és Llocnou de Sant Jeroni községekkel határos. Lakosainak száma 144 fő (2024).

## Népesség
A település népessége az utóbbi években az alábbiak szerint változott:
| Lakosok száma | 147  | 172  | 173  | 153  | 169  | 146  | 138  | 147  | 137  | 144  |
|               | 2001 | 2004 | 2007 | 2009 | 2012 | 2014 | 2017 | 2019 | 2022 | 2024 |